# The Lost Tapes (Sugababes)
The Lost Tapes är den brittiska gruppen Sugababes åttonde studioalbum, utgivet den 24 december 2022. Sedan år 2012 består Sugababes av Mutya Buena, Keisha Buchanan och Siobhan Donaghy.

## Låtlista
| Nr           | Titel           | Längd |
| ------------ | --------------- | ----- |
| 1.           | Drum            | 3:34  |
| 2.           | Flatline        | 3:53  |
| 3.           | Love Me Hard    | 3:42  |
| 4.           | Summer of '99   | 3:58  |
| 5.           | Boys            | 3:05  |
| 6.           | Metal Heart     | 4:25  |
| 7.           | Beat Is Gone    | 4:29  |
| 8.           | No Regrets      | 4:01  |
| 9.           | Obetitlad       | 3:42  |
| 10.          | Victory         | 3:12  |
| 11.          | I'm Alright     | 4:04  |
| 12.          | I Lay Down      | 4:08  |
| 13.          | Back in the Day | 4:23  |
| Total längd: | Total längd:    | 50:41 |